# Гламочани (Србац)
Гламочани (серб. Гламочани) — населенный пункт в общине Србац, который принадлежит энтитету Республике Сербской, Босния и Герцеговина. По результатам югославской переписи населения 1991 года в Гламочанах проживало 615 человек.

## Население
| 1948                           | 1953 | 1961 | 1971 | 1981 | 1991 | - |
| ------------------------------ | ---- | ---- | ---- | ---- | ---- | - |
| 888                            | 823  | 506  | 589  | 608  | 615  | - |
| Гистограмма динамики населения |      |      |      |      |      |   |